# Ісмайлі
Ісмайлі (араб. نادي الإسماعيلي الرياضي) — єгипетський футбольний клуб, що базується в Ісмаїлія — 400 тисячномі місті на Суецькому каналі. Одна з найсамобутніших футбольних команд Єгипту — «кузня талантів», яка тричі стала чемпіоном країни та двічі володіла Кубком країни і в 1969 році заволоділа Кубком Чемпіонів Африканської конфедерації футболу.

## Турнірні здобутки
- Єгипетська прем'єр-ліга:

Чемпіон — 1967, 1991, 2001
- Кубок Єгипту —

1997, 2000 (володар)
- Суперкубок Єгипту
- Кубок  Чемпіонів КАФ

1969 (володар), 2003 — (фіналіст)
- Кубок Конфедерації КАФ (CAF Confederation Cup):

2004, 2005, 2007 — (груповий етап)
- Кубок володарів кубків КАФ (CAF Cup Winners' Cup):
- Суперкубок КАФ

1996 — (фіналіст)